# Galeazzo di Bagno

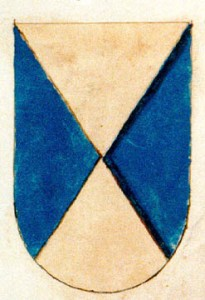
Stemma Guidi di Bagno

Galeazzo Guidi di Bagno (Mantova, 10 agosto 1825 – Mantova, 18 dicembre 1893) è stato un politico italiano, Podestà di Mantova dal 1861 al 1866 e nominato il 15 novembre 1871 Senatore del Regno d'Italia nella XI legislatura.